# Rischio patrimoniale
Il rischio patrimoniale è quel rischio che incide direttamente sulle attività e sul patrimonio dell'impresa.
La reazione del reddito operativo causata dal variare dei volumi di vendita è detto rischio operativo ed è legata al concetto di costi variabili e fissi. L'analisi del rischio operativo presuppone alcune ipotesi di costanza di prezzi di vendita, dei costi variabili e fissi.
Un'impresa con una maggiore incidenza di costi fissi è caratterizzata da un maggior grado di leva operativa e quindi di rischio operativo. In pratica il maggior rischio operativo è dato da maggiori costi fissi e minori margini di contribuzione.
La seconda componente, il rischio finanziario espresso sinteticamente dal grado di leva finanziaria è legato al leverage, dal quale dipende l'ammontare di interessi passivi. Gli oneri finanziari sono un elemento di rigidità all'interno del conto economico perché devono trovare una copertura indipendente dal volume del venduto. Un alto livello di indebitamento è un'elevata probabilità che l'impresa non riesca a fronteggiare le proprie obbligazioni.

## Rischio operativo
Rischio operativo: è il rischio di subire perdite derivanti dall'inadeguatezza o dalla disfunzione di procedure, risorse umane e sistemi, oppure da eventi esogeni. Tale definizione ricomprende anche il rischio legale. Sono invece esclusi i rischi strategici e di reputazione.
La suddetta definizione data dal Comitato di Basilea  può essere ampliata descrivendo il rischio operativo come l'insieme di tutte le anomalie che inficiando l'output aziendale possono determinare una perdita economica, un maggior costo nello svolgimento delle attività o un minor ricavo.
Banca d'Italia recepisce nella circolare 263 del 27/12/2006 anche l'operational risk gain event, ossia l'evento di rischio operativo profittevole: un evento di rischio operativo che dà luogo a componenti di profitto.
Dal 2007 le istituzioni finanziarie dovranno determinare il proprio requisito patrimoniale anche in funzione dell'esposizione a questa tipologia di rischi.

## Come calcolare il rischio operativo profittevole
Gli approcci metodologici proposti per calcolare tale requisito sono:
1. Il Basic Indicator Approach: il requisito patrimoniale a fronte del rischio operativo viene determinato dal prodotto tra margine di intermediazione (voce 120 del bilancio IAS) ed un coefficiente alfa pari al 15%.
2. Il Traditional Standardised Approach: il requisito patrimoniale viene determinato moltiplicando il margine di intermediazione suddiviso per business line per il rispettivo coefficiente beta differenziato in funzione della specifica business line. Il Comitato di Basilea ha individuato 8 business line che raccolgono il margine di intermediazione degli intermediari finanziari in funzione della forma tecnica dei prodotti associati e/o del segmento di mercato a cui sono rivolti.(servizi finanziari per l'impresa 18%,Negoziazione e vendite 18%, intermediazione al dettaglio 12%, Servizi bancari a carattere commerciale 15%, Servizi bancari a dettaglio 12%, Pagamenti e regolamenti 18%, Gestioni fiduciarie 15%,Gestioni patrimoniali 12%)
3. l'Advanced Measurement Approach: determina il requisito patrimoniale sulla base di modelli interni. Uno di questi è il Loss Distribution Approach che determina l'Operational VaR sulla base delle distribuzioni di impatto e frequenza di ciascun rischio operativo individuato.

L'utilizzo di uno di questi tre approcci è autorizzato da Banca d'Italia a condizioni che le istituzioni finanziarie si adoperino per implementare sistemi di governo di tale tipologia di rischio via via più complessi e strutturati. L'utilizzo degli approcci avanzati potrà pertanto consentire alle banche di ottenere un minore requisito patrimoniale a fronte di un sistema di governo del rischio più efficace.